# Карл Голдмарк
Карл Голдмарк ( , рођен Карољ Голдмарк (мађ. Károly Goldmark; Кештељ, 18. мај 1830 — Беч, 2. јануар 1915) био је бечки композитор мађарског порекла.

## Живот и каријера
Голдмарк потиче из јеврејске породице. Његов отац, Рубен Голдмарк, био је чазан (певач) јеврејске конгрегације у Кештељу, у Мађарској, где је Карл рођен. Старији брат Јозеф постао је лекар и касније је био укључен у револуцију 1848. године и био приморан да емигрира у Сједињене Државе. Карл Голдмарк је на музичкој академији у Шопрону (1842–44) учио виолину.
Две године касније отац га је послао у Беч, где је учио осамнаест месеци код Леополда Јанше пре него што му је понестало новца. Припремао се за упис прво на бечку техничку школу, а затим на Бечки конзерваторијум да учи виолину код Јозефа Бема и хармонију код Готфрида Прејера. Све док није постао члан бечког Карлстеатра 1850. године, Голдмарк је преживљавао радећи ситне послове. Револуција 1848. приморала је Конзерваторијум да се затвори. Голдмарк је углавном био самоук као композитор, а издржавао се у Бечу свирајући виолину у позоришним оркестрима, у Карлстеатру и приватно подржаној бечкој институцији Позориште на Јозефштату. То му је дало практично искуство са оркестрацијом. Такође је држао лекције: чак је и Жан Сибелијус кратко учио код њега. Голдмарков први концерт у Бечу (1858) наишао је на лош пријем и он се вратио у Будимпешту, вративши се у Беч тек 1860. године.
Да би саставио крај с крајем, Голдмарк је наставио споредну каријеру као музички новинар. „Његово писање је препознатљиво по његовом равнодушном промовисању Брамса и Вагнера, у време када је публика (и већина критичара) била чврсто у табору једног или другог композитора и гледала оне на противничкој страни са нескривеним непријатељством" (цитат од Либермана, 1997). Јоханес Брамс и Голдмарк развили су пријатељство како је Голдмаркова виђеност у Бечу расла. Голдмарк се, међутим, на крају дистанцирао од Брамса.
Међу музичким утицајима које је Голдмарк упио био је утицај Рихарда Вагнера, чији је антисемитизам стајао на путу било каквој истинској топлини између њих. Ипак, 1872. године Голдмарк је преузео истакнуту улогу у формирању Бечког Вагнеровог друштва. Постао је почасни члан Друштва пријатеља музике, добио је почасни докторат на Универзитету у Будимпешти и поделио са Рихардом Штраусом почасно чланство у Академија ди Санта Сесилија (Accademia di Santa Cecilia) у Риму.
Голдмаркова опера („Краљица од Сабе“), Опус 27. славио се за његовог живота и неколико година након тога. Прво је изведен у Бечу 10. марта 1875, и пошто се дело  показало јако популарним, остало је на репертоару Бечке Државне опере непрекидно до 1938. године. Написао је и шест других опера (погледајтe листу на енглеској верзији странице о Карлу Голдмарку).
Рустична свадбена симфонија, Опус 26 (премијерно изведена 1876), je дело које је на репертоару држао сер Томас Бичем, обухвата пет ставова, попут свите састављене од песама колористичких тонова: свадбени марш са варијацијама које приказују сватове, свадбену песму, серенаду, дијалог између младе и младожења у башти и плесни покрет.
Његов концерт за виолину бр. 1 у а-молу, Опус 28, некада је био његов најчешће свирани комад. Концерт је имао своју премијеру у Бремену 1877. године. Веома романтично дело, има Мађарски марш, који у првом ставу има одломке који подсећају на Дворжака и Менделсона у другом и трећем ставу. Концерт је поново почео да улази на репертоар са снимцима истакнутих виолинских солиста као што су Јицак Перлман и Јошуа Бел.
Голдмарк је написао други виолински концерт, који никада није објављен. Друга симфонија у Опус 35, много је мање познато дело. Голдмарк је такође написао симфонију у Ц-дуру, око 1858-60. године. То дело никада није добило опус број и изгледа да је само скерцо објављиван.
Голдмаркова камерна музика, у којој су утицаји Шумана и Менделсона је била јако цењена. Укључује Гудачки квинтет у а-молу Опус 9 који му је донео репутацију у Бечу, Соната за виолину у Д-дуру Опус  25, два клавирска квинтета у Б-дуру, Опус  30 и це-диш-мол, Опус 54, Соната за виолончело оп. 39, и дело које је прво довело Голдмарково име до изражаја у бечком музичком свету, Гудачки квартет у Б-дуру Опус 8 (његово једино дело у том жанру). Такође је компоновао хорску музику, две свите за виолину и клавир (у Д-дуру, Опус 11, и у Ес-дуру, Опус 43), и бројне концертне увертире, као што је Сакунтала увертира Опус  13 (дело које је учврстило његову славу након његовог Гудачког квартета), увертира Пентезилеја Опус 31, Увертира у пролеће оп. 36, увертира Прометеј везани Опус 38, увертира Сафо Опус 44, Увертира У Италији Опус 49, и увертира Из младих дана, Опус 53. Остала оркестарска дела укључују симфонијску поему Зрини, Опус 47, и два оркестарска скерца, у е-молу, Опус19, и у А-дуру, Опус 45.
Голдмарков нећак Рубин Голдмарк (1872–1936), Дворжаков ученик, такође је био композитор, који је своју каријеру провео у Њујорку.

## Смрт
Голдмарк је умро у Бечу и сахрањен је на Средишњем бечком гробљу, заједно са многим другим значајним композиторима. Многи од његових рукописа налазе се у колекцији Националне библиотеке Сечењи, са каталошким бројевима „Г“ приложеним разним делима (укључујући она без броја опуса).